# Microlipophrys nigriceps
El blénido cabecinegro es la especie Microlipophrys nigriceps, un pez de la familia de los blénidos. Su nombre alude al oscuro color de su cabeza en comparación con el resto de su cuerpo.

## Hábitat natural
Se distribuye de forma endémica por el mar Mediterráneo donde es muy común, excepto en algunas zonas de la costa africana pues está ausente en Túnez, Libia y Egipto. Se suele encontrar en áreas de costa con ocupación humana, pero no en donde hay alta densidad de edificaciones.
Es una especie bentónica críptica, de hasta 6 metros de profundidad, que habita las cavidades y grietas en las rocas, así como ambientes coralígenos, nunca en sustratos de arena.

## Morfología
Con la forma característica de los blénidos, tiene una característica coloración naranja y cabeza oscura, con una longitud máxima descrita de 4'3 cm.

## Comportamiento
Es una especie que sólo es activa durante el día, cazando pequeños invertebrados sésiles y algas, a veces también harpacticoides.
Durante la reproducción deposita los huevos pegados con adhesivo en las rocas, de los que salen unas larvas planctónicas.

## Utilización
Es una atracción turística en algunas zonas.
Aunque no es pescado para alimento, sí que tiene uso por su gran belleza como pez de acuario marino.